# Disputas territoriais no mar da China Meridional

Reivindicações territoriais no mar da China Meridional.

As disputas territoriais no mar da China Meridional envolvem reivindicações de ilhas e áreas marítimas por Estados soberanos na região, como Brunei, República Popular da China, República da China, Malásia, Filipinas e Vietnã. O início da disputa pode ser encontrado no período de descolonização e formação dos Estados-nações da região, contendo desde então reivindicações contraditórias sobre a configuração dos territórios. A reivindicação mais ambiciosa é por parte da China, com base na linha das onze raias elaborado pela Republica da China pré-revolucionária, com o auxílio técnico dos Estados Unidos da América. Será mais tarde reduzida para nove linhas por Zhou Enlai, versão que o governo Chinês contemporâneo ainda sustenta com argumentos históricos e jurídicos. Diversos Estados, porém, tem mantido suas reivindicações e buscado construir estruturas na região e afirmar sua presença militarmente. A disputa tem sido descrita como simultaneamente regional e global, dado que nela opera o antagonismo da projeção de poder entre os Estados Unidos da América e a República Popular da China, sendo significativo da situação atual de conflito de hegemônia. A disputa é, portanto, técnico-jurídica, histórica e geopolítica.
Ainda hoje não existem delimitações consesuais do Mar Meridional, apenas acordos bilaterais de demarcações de áreas costeiras e estabelecimento de zonas conjuntas por países da região. Mas a parte central do Mar permanece não-demarcada e atravessada de conflitos. Há disputas relativas a ilhas, como as Ilhas Spratly, Paracel e Pratas, bem como em áreas marítimas e locais próximos ao mar, como o Golfo de Tonkin. Estão também em disputa as Ilhas Natuna, atualmente sob administração da Indonésia. Os interesses dos países incluem principalmente a aquisição das áreas em torno do grupo de ilhas Spratly e Paracel, com potencial de exploração de petróleo, gás natural e demais bens naturais do mar, assim como controle estratégico das rotas de navegação.
O Diálogo de Shangri-La serviu como primeiro fórum sobre as questões de segurança que cercam a região Ásia-Pacífico, incluindo as disputas territoriais no mar da China Meridional. O Conselho para Cooperação e Segurança na Região Ásia-Pacífico foi o segundo fórum para o diálogo sobre os problemas enfrentados na região.

## Histórico
A região é usada como rota comercial intensa há pelo menos dois mil anos, tendo sido frequentemente hegemonizada pelas cidades portuárias chinesas, mas em períodos em que a dinastia chinese deslocava sua atenção para o continente, como em guerras, os regimes políticos da Indochina e outros lugares da região passavam a utilizar livremente os trajetos e também disputar seu controle e taxação. Durante muitos séculos o comércio foi controlado pelos mercadores de Sri Vijaya, que dominaram o estreito de Malaca, entre o século VIII e XII. A partir de então os chineses retomam o controle e iniciam uma expansão até o século XV, quando arbitrariamente o imperador determinou a retirada da região. Passou então a ser utilizada e disputada por japoneses e coreanos, além dos povos já presentes da Indochina, como também árabes e persas.
A partir do século XVI, a companhias comerciais de Portugal, Espanha, Holanda, Reino Unido e França passaram à frequentar o comércio da região, para depois se estabelecerem militarmente com a conquista de cidades e portos. Portugal toma Malaca e se estabelece em Macau, os espanhóis conquistam Manila, os holandeses substituem os portugueses em Malaca, como também em Taiwan, e se tornam a força dominante no comércio da região. A configuração de fronteiras no seu entendimento ocidental começou a ser aplicado no sudeste asiático no início da colonização europeia, no período tardio do século XIX. A base jurídica das fronteiras marítimas ainda demoraria séculos para ser desenvolvido, até 1930 nas Convenções de Haia e 1975 para as Zonas Econômicas Exclusivas. A presença colonial foi renovada no século XVIII por franceses e britânicos. Os primeiros conquistaram a Indochina, enquanto os ingleses tomaram diversas ilhas da região, como Hong Kong, e disputaram os domínios Holandeses. No século XX um potência asiática passaria à disputar a região, o Japão, que num período tardio de seu expansionismo militar conseguiu conquistar todos os países do Mar, entre 1942 e 1945, transformando-o em um 'lago japonês', segundo um historiador.

### Descolonização
Com o fim da guerra, os territórios retornaram às potências coloniais europeias, e ao longo das décadas de 1940, de 1950 e de 1960, começaram a se formar Estados-nações soberanos nas antigas colônias, através de guerras de independência, em alguns casos, e acordos em outros. Com a redução da presença francesa, inglesa e holandesa na região, os Estados Unidos da América assumiram o lugar de potência naval do Mar Meridional, estabelecendo uma doutrina de patrulha de intenção anticomunista e defendendo a ideia de liberdade de navegação, portanto não tomando posições sobre as disputas. Essa liberdade era estratégica para sua presença hegemônica na Ásia e sua promoção de regimes aliados, como Japão e Coreia do Sul.
Foi nesse período, a partir da década de 1940, que a China iniciou as suas reivindicações sobre a região. Com expedições para Spratly e Paracel, instalação de marcadores de soberania e presença permanente em Itu Aba e Woody Island. Com a revolução, o Kuomintang se retira para Taiwan, para onde vão também as forças militares que guardavam essas ilhas. Assim, Itu Aba e Woody Island ficaram desocupadas até que Taiwan retomou Spratley e a República Popular da China retomou Paracel. O Tratado de São Francisco não resolveram a questão das ilhas, e nem a República Popular da China nem Taiwan chegaram a participar.
Em 1956 as hostilidades se intensificaram. Um grupo de filipinos denunciou a passividade do governo e partiu para ocupar as ilhas Spratly. Taiwan enviou tropas para expulsá-los, mas quando chegou eles já haviam partido, aproveitaram então para reocupar Itu Aba. A República Popular da China repetiu suas reivindicações e ocupou a Ilha Woody. O Vietnã renovou sua reivindicação das ilhas Spratly, e mandou uma expedição. A França protestou contra algumas reivindicações, principalmente do Vietnã, mas em 1957 foram expulsos por eles de algumas ocupações nas Ilhas Spratly. A República Popular da China afirmou a soberania sobre todas as ilhas e territórios submersos do Mar Meridional em 1958. Na década seguinte Malásia e Borneu entrariam também na disputa.
Na medida que as relações entre China e Vietnã se degradavam, a disputa entre ambos se manifestou também no Mar. Entraram num conflito armado em 1988, a China afundou três embarcações vietnamitas e matou pelo menos 70 soldados. A Terceira Crise do Estreito de Taiwan causou profundas alterações na geopolítica da região, e incluiu a descoberta de uma ilha artificial chinesa em Mischief Reef, nas Ilhas Spratley. Nesse contexto os Estados Unidos da América enviou um porta aviões para o estreiro, afirmando sua presença. A ASEAN, em 1992, aprovou uma declaração conjunta contra a violência na região, numa expressão da posição apreensiva dos demais países diante da expansão chinesa. A República Popular da China, porém, se recusava à discutir a questão com o bloco, e insistia no bilateralismo como único caminho de negociação da questão.

### Anos 2000
A partir dos anos 2000 os pequenos conflitos entre os Estados da região se tornaram mais frequentes, com engajamentos entre navios chineses e barcos pesqueiros do Vietnã, como também barcos filipinos e navios de guerra.
Os Estados Unidos aumentaram os chamados exercícios de ‘liberdade de navegação’. Por conta disso, algumas ocorrências como o ‘constrangimento’ de navios chineses contra o navio de vigilância naval USNS Impeccable, em maio de
2009, a interceptação de aeronave antissubmarino da marinha estadunidense por aviões chineses, em agosto de 2014, e de aeronave de reconhecimento estadunidense, em 2016. Também aumentaram e os exercícios navais entre os EUA e marinhas da região como com as Filipinas em abril de 2012.
A China intensificou sua política de construção de ilhas artificiais para estabelecer presença militar. Vietnã e Filipinas, como demais países menores, entraram em mais conflitos dispersos com a marinha chinesa, que busca constranger até mesmo barcos pesqueiros. Esse países buscaram consequentemente maior reconhecimento internacional de suas reivindicações, como novas alianças contra o dominio Chinês.
embora as disputas datem de há séculos e os países envolvidos se utilizam de dados históricos sobre a presença de diferentes povos na região para amparar suas reivindicações, elas se tornam mais assertivas nas últimas décadas. A sobreposição de reivindicações antigas com o potencial das reservas de petróleo e gás e a importância estratégica da região, especialmente em relação às rotas comerciais, dão complexidade à questão. As ações que se tornaram mais incisivas na última década tornaram o Mar do Sul da China uma área instável em termos de segurança e que merece ser constantemente observada e analisada.
Em fevereiro de 2016, o presidente Barack Obama deu início à US-ASEAN Summit, em Sunnylands, para a aproximação das relações com a Associação de Nações do Sudeste Asiático. As disputas no mar da China Meridional foram o tópico principal, mas a declaração conjunta, "Sunnylands Declaration", não indicou qualquer distribuição de territórios entre os participantes, havendo somente o pedido de "respeito da soberania de cada nação pelo direito internacional". Analistas apontam que isto pode indicar divergências entre o grupo sobre como proceder diante das estratégias marítimas de extensão da China.
Em julho de 2016, um tribunal arbitral constituído sob o Anexo VII da Convenção das Nações Unidas sobre o Direito do Mar decidiu contra as reivindicações marítimas feitas pela China em sua disputa com as Filipinas, embora não seja exequível. A China entretanto não reconhece a decisão do tribunal, insistindo que qualquer resolução deve ser por meio de negociações bilaterais com os outros requerentes.
Em 4 de abril de 2017, o presidente das Filipinas Rodrigo Duterte ordenou a ocupação militar das ilhas do mar da China Meridional. A ordem incluiu a construção de infraestruturas e o hasteamento da bandeira filipina nas nove formações que o país reivindica, dentre as dez que compõem as Ilhas Spratly.

## Disputas
Há várias disputas, sendo que cada uma envolve diferentes países que reivindicam fronteiras marítimas e/ou ilhas:
| Áreas de Disputa                          | Brunei | Camboja | China | Indonésia | Malásia | Filipinas | Singapura | Taiwan | Vietnã |
| ----------------------------------------- | ------ | ------- | ----- | --------- | ------- | --------- | --------- | ------ | ------ |
| Linha das nove raias                      | ✔      |         | ✔     | ✔         | ✔       | ✔         |           | ✔      | ✔      |
| Costa do Vietnã                           | ✔      | ✔       | ✔     |           | ✔       | ✔         |           | ✔      | ✔      |
| Área marítima ao norte de Bornéu          | ✔      |         | ✔     |           | ✔       | ✔         |           | ✔      | ✔      |
| Ilhas do Mar da China Meridional          | ✔      |         | ✔     |           | ✔       | ✔         |           | ✔      | ✔      |
| Área marítima ao norte das Ilhas Natuna   |        | ✔       | ✔     | ✔         | ✔       |           |           | ✔      | ✔      |
| Área marítima ao oeste de Palawan e Luzon | ✔      |         | ✔     |           | ✔       | ✔         |           | ✔      | ✔      |
| Áreas em Sabá                             |        |         |       | ✔         | ✔       | ✔         |           |        |        |
| Áreas no estreito de Luzon                |        |         | ✔     |           |         | ✔         |           | ✔      |        |
| Áreas de Pedra Branca                     |        |         |       |           | ✔       |           | ✔         |        |        |

1. A linha das nove raias, área reivindicada pela República da China e, posteriormente, pela República Popular da China, é a região que abrange a maior parte do mar da China Meridional e justapõe a zona econômica exclusiva. Encontra-se reivindicada por China, Brunei, Indonésia, Malásia, Filipinas, Taiwan e Vietnã. Singapura retirou-se dos países requerentes.[16]
2. Fronteira marítima ao longo da costa do Vietnã. Reivindicada por Brunei, Camboja, China, Malásia, Filipinas e Vietnã.
3. Fronteira marítima ao norte de Bornéu. Reivindicada por Brunei, China, Malásia, Filipinas, Taiwan e Vietnã.
4. Ilhas do Mar da China Meridional, incluem as Ilhas Spratly, Ilhas Paracel, Ilhas Dongsha e Ilha Huangyan. Reivindicadas por Brunei, China, Malásia, Filipinas, Taiwan e Vietnã.
5. Fronteira marítima ao norte das Ilhas Natuna. Reivindicada pelo Camboja, China, Indonésia, Malásia, Taiwan e Vietnã.[17]
6. Fronteira marítima ao longo da costa de Palawan e Luzon. Reivindicada por Brunei, China, Malásia, Filipinas, Taiwan e Vietnã.
7. Territórios terrestres, ilhas e fronteiras marítimas em Sabá, incluindo Ambalat. Reivindicados pela Indonésia, Malásia e Filipinas.
8. Fronteiras marítimas e ilhas no estreito de Luzon. Reivindicadas pela China, Filipinas e Taiwan.
9. Fronteiras marítimas e ilhas da Pedra Branca e Batuan Tengah. Reivindicadas por Singapura e Malásia, sendo resolvido de forma amigável através de tribunais de arbitragem e comissões mistas.